# 노무라 미치코
노무라 미치코(일본어: 野村 道子 のむら みちこ[*], 1938년 3월 31일 ~ )는 일본의 성우이자  배우이다. 본명은 우츠미 미치코(일본어: 内海 道子 うつみ みちこ[*])이다.

## 출연 작품
- 게게게의 키타로 2기 - 토모코
- 곤충이야기 고아 하치 2기 및 리메이크판 - 아야
- 괴물군
- 꿀벌 마야의 모험 - 마야
- 도라에몽 - 미나모토 시즈카
- 도로로
- 들장미 소녀 캔디 - 데이지
- 마법사 샐리 - 포니 브리온
- 마하 GoGoGo - 시무라 미치(3대)
- 맹렬 아타로
- 미국 너구리 라스칼
- 바벨 2세 - 후루미 유미코
- 사이보그 009
- 사자에상 - 이소노 와카메 (2005년 3월 27일까지 했으며 이전 성우는 야마모토 요시코)
- 사부와 이치의 체포조 - 따님
- 슈퍼꼬마 퍼맨
- 신비한 메르모
- 요괴인간 벰 - 에밀리
- 오소마츠 군
- 우주해적 캡틴 하록 - 사키,호타루의 어머니
- 초인전대 바라타크 - 미요
- 카리메로 - 푸리시라(초대)
- 캠퍼 - 할복 호랑이
- 타이거 마스크 - 와카츠키 루리코(79화~105화까지)
- 토에이 만화 축제 - 예고편 나레이터(1970년대)
- 황금박쥐 - 마가렛